# Bank Ziemi Polskiej w Lublinie
Bank Ziemi Polskiej w Lublinie − bank prywatny powstały w 1918 roku, był spółką akcyjną. Miał siedzibę w Lublinie, oddziały w Chełmie, Dubnie, Krasnymstawie, Krzemieńcu, Łucku, Opocznie, Pińczowie, Puławach, Tomaszowie Lubelskim, Wilnie, Zamościu. Pierwszym prezesem był Aleksander Drucki-Lubecki.
Bank zatrudniał ok. 260 pracowników. 